# (282903) Masada
(282903) Masada est un astéroïde de la ceinture principale.

## Description
(282903) Masada est un astéroïde de la ceinture principale. Il fut découvert le 20 avril 2007 à Vallemare Borbona par Vincenzo Silvano Casulli. Il présente une orbite caractérisée par un demi-grand axe de 2,30 UA, une excentricité de 0,06 et une inclinaison de 6,9° par rapport à l'écliptique.